# Jardin botanique de l'université de Wurtzbourg
Le jardin botanique de l'université de Wurtzbourg est un jardin botanique dans la ville de Wurtzbourg, entretenu par l'université.

## Histoire
Le jardin est créé pour la première fois en 1696 en tant que jardin de plantes médicinales dans ce qui est maintenant le parc du Juliusspital dans le centre-ville actuel. Son premier catalogue, publié en 1722, recense 423 types de plantes dont 52 de la région, ainsi que de la Méditerranée (127 variétés), du sud de l'Afrique (64), d'Asie (29), d'Amérique centrale et du Sud (26), d'Amérique du Nord (21) et des îles de l'Atlantique (7). La première serre est construite en 1722, avant trois autres serres ajoutées de 1739 à 1741 ; elles sont remplacées par quatre nouvelles serres de 1787 à 1789. Cependant, à la fin du XVIIIe siècle, la majeure partie du jardin de plantes médicinales est convertie en jardins ornementaux et en 1791, il ne reste plus que 3 000 m2 pour les plantes médicinales. Cet espace est cependant intensivement cultivé et a plus de 6000 espèces.
En 1833, le jardin est réorganisé selon la taxonomie linnéenne et en 1854, il est administrativement affecté à l'université plutôt que conjointement avec l'hôpital. Dans le cadre de ce nouvel agencement, le jardin déménage en 1854 sur le terrain de l'université, puis de nouveau en 1873 maintenant marqué par le Mémorial Röntgen. Début 1960, le jardin déménage à son emplacement actuel dans la périphérie de la ville, avec les collections de plantes transférées en 1968 dans un jardin de 7,5 hectares, la cérémonie d'ouverture a lieu 1971 puis en 1978 le jardin s'agrandit d'un 1,5 ha.
Le jardin cultive environ 10 000 espèces végétales documentées, avec des collections spécialisées de plantes telles que les tubercules et les oignons, ainsi que des plantes indigènes et exotiques rares, et une collection honorant le naturaliste Philipp Franz von Siebold (1796–1866) qui a exploré les plantes de Japon.

## Jardins spécialisés
Le jardin contient les zones principales suivantes :
- Institut Julius-von-Sachs des sciences végétales
- Serres tropicales
- Cour méditerranéenne
- Serre méditerranéenne
- Jardin méditerranéen
- Plantes alpines et maison alpine
- Plantes médicinales
- Plantes des prairies d'Amérique du Nord  et cactus
- Collection d'arbres
- Jardin d'Asie de l'Est
- Forêt et prairies européennes
- Plantes des étangs et des marais
- Les cultures agricoles
- Plantes régionales
- Collection de pivoines

L'herbier du jardin contient environ 100 000 spécimens, ses documents les plus anciens datent d'environ 1810.